# James Morrill
Pour les articles homonymes, voir Morrill.
James Morrill, né le 20 mai 1824 à Heybridge (Maldon) et mort le 30 octobre 1865 à Bowen, est un marin britannique. 
Il est considéré comme le premier homme blanc à avoir résidé de façon permanente dans le nord du Queensland et est l'un des rares Européens à avoir vécu pendant une longue période en adoptant la culture aborigène traditionnelle.

## Biographie
Morrill est né en 1824 à Heybridge. Il est le fils d'un ouvrier et quitte l'école à l'âge de 13 ans pour poursuivre une carrière de marin, obtenant un apprentissage dans une compagnie maritime locale. En 1844, il se rend à Londres et s'inscrit pour naviguer à bord du navire de troupes HMS Ramillies, à destination de l'Australie, qui transporte des soldats de la Royal Artillery et des 11e et 99e régiments . En décembre 1845, le HMS Ramillies arrive à Sydney où Morrill obtient la permission de quitter le navire. Il rejoint alors l'équipage de La Péruvienne, un navire devant naviguer vers la Chine.
En février 1846, La Péruvienne, commandée par le capitaine George Pitkethley quitte Sydney avec 130 grumes de cèdre pour l'exportation. À bord se trouvent 16 officiers et membres d'équipage, dont Morrill comme charpentier, ainsi que six passagers, dont la femme du capitaine et deux autres familles. Un peu plus d'une semaine après le début du voyage, vers 4 heures du matin, le navire s'échoue sur un récif submergé près des îles Chesterfield dans la mer de Corail. Un radeau équipé d'une voile est construit et les 21 personnes survivantes embarquent avec seulement quelques boîtes de conserve de viande et un petit baril d'eau comme provisions.
Le radeau et ses occupants sont partis pour tenter de se mettre à l'abri, complétant leurs maigres rations avec de l'eau de pluie et de la viande de poisson et d'oiseau. Après environ 4 semaines à la dérive dans l'océan, les naufragés commencent à mourir. Au cours des jours suivants, les jambes des morts sont utilisées comme appât pour attraper des requins destinés à la consommation des survivants. Finalement, ils rencontrent et traversent la Grande Barrière de corail, et environ une semaine plus tard, ils touchent terre au Cap Cleveland, dans le nord-est de l'Australie. Après 42 jours sur le radeau, seules sept personnes ont survécu, dont Morrill, le capitaine, la femme du capitaine, deux autres membres d'équipage, un passager masculin et un garçon. Bien que les survivants aient pu construire un camp sur la plage et trouvé de l'eau et des huîtres, les deux membres d'équipage et le passager sont rapidement morts. 
Après deux semaines à terre, des aborigènes les recueillent. Ils reçoivent de la nourriture et de l'eau. Au cours des mois suivants, Morrill et les autres survivants apprennent à trouver de la nourriture, à piéger des oiseaux sauvages et peuvent parler une partie de la langue. 
Après un certain temps, un grand rassemblement s'est produit, composé de plus d'un millier de personnes, dont certaines venaient de tribus assez éloignées au sud. Morrill, avec le capitaine et sa femme, décide de se joindre à ces gens lorsqu'ils sont retournés dans le sud. Ils ont ensuite vécu avec un groupe de personnes Birri Gubba (en) qui résidaient dans la région de Port Denison. Le garçon est allé vivre avec une tribu plus au sud. Après deux ans, le garçon, le capitaine et sa femme sont morts et Morrill, maintenant le seul survivant du naufrage, est retourné vivre avec le clan à Mount Elliot. Il restera dix-sept ans avec eux.
En 1860, George Elphinstone Dalrymple (en) arrive à Cap Cleveland lors d'une expédition et rencontre la population locale. Morrill écrit plus tard dans le récit de ses aventures, comment des membres de la tribu ont tenté d'expliquer sa présence à Dalrymple par des signes et des gesticulations, mais Dalrymple a interprété cela comme de l'hostilité et des membres de son groupe ont abattu l'un des hommes autochtones et en ont blessé un autre. 
Il parvient finalement à prendre contacts avec des colons et après des adieux émouvants avec les aborigènes, les rejoint.
Devenu gardien d'entrepôt, il s'occupe aussi de l'entretien des cimetières de Bowen, et en septembre 1864, épouse une domestique du nom d'Eliza Ross. Malade, il meurt à la fin octobre 1865 à Bowen.
Il est inhumé dans le cimetière de Bowen où en 1963 la Bowen Historical Society lui a érigé un modeste monument.

## Hommages
- Jules Verne le mentionne dans son roman Les Enfants du capitaine Grant (partie 2, chapitre XVII).
- En 1983, à Brisbane, une statue de Morrill a été réalisée dans le cadre des célébrations du centenaire du Pioneer Sugar Mill. Cette statue est située dans les jardins botaniques de la ville[7].
- L'auteur David Malouf a utilisé les expériences de Morrill comme base de son roman de 1993 Remembering Babylon (en)[5].
- Le film The Wild One (2022), est basé sur l'histoire de Morrill et des personnes qui l'ont accueilli. Il est réalisé par le cinéaste australien Nathan Colquhoun et met en vedette Matt Oxley, John Jarratt et Marlena Law[4].